# 1264 en santé et médecine
| Années de la santé et de la médecine : 1261 - 1262 - 1263 - 1264 - 1265 - 1266 - 1267    |
| Décennies de la santé et de la médecine : 1230 - 1240 - 1250 - 1260 - 1270 - 1280 - 1290 |

Cet article présente les faits marquants de l'année 1264 en santé et médecine.

## Événements

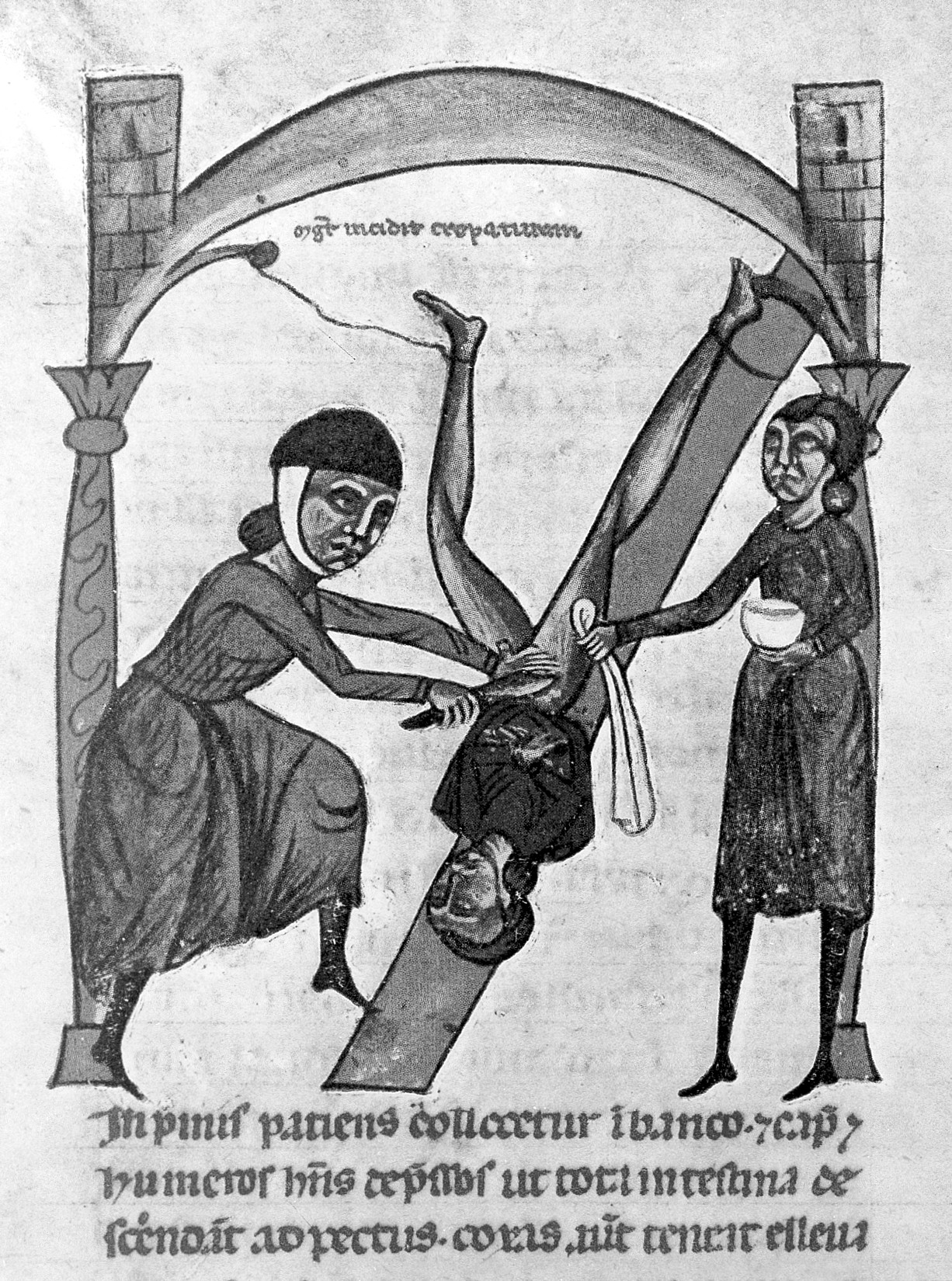
Miniature (c.1290 en santé et médecine) « Opération d'une hernie » Roland de Parme, Chirurgia

- Un hôpital et une maladrerie sont cités à Bon-Air, près de Pont-de-l'Arche, en Normandie[1].
- Fondation à Augsbourg, en Souabe, d'un hôpital réservé aux malades chroniques et placé sous l'invocation de Saint-Servais[2].
- Fondation d'un hôpital à Hof, en Bavière, sous les premiers baillis de Weida[3].
- Les statuts de l'ordre des Teutoniques prescrivent qu'un hôpital doit être établi partout où des chevaliers sont cantonnés[4].
- À Viterbe, dans la province de Rome, le chapitre des dominicains interdit aux frères de soigner les laïcs[5].
- 1264-1265 : fondation de l'hôtel-Dieu de Saint-Paul[6] en Artois, par Guy III, comte de Châtillon, et sa femme, Mathilde, fille d'Henri II, duc de Brabant[7],[8].

## Personnalités
- 1205-1264 : fl. Petrus Hispanus, médecin, auteur d'un traité d'ophtalmologie, de plusieurs « régimes de santé » et de divers commentaires, de Ioannitius, Galien, Hippocrate, Isaac, Constantin, Philarète ou Aristote[9].
- Vers 1210 ou 1240-1264 : fl. Roland de Parme, chirurgien italien, élève de Roger de Salerne ayant vécu à Bologne et auteur d'un important traité de chirurgie plus connu sous le nom de Rolandina[10],[11].
- 1253-1264 : fl. Remy, chapelain et médecin des papes Innocent IV et Urbain IV[12].

## Naissance
- Vers 1264 : Armengaud Blaise (mort en 1312), médecin de l'école de Montpellier, traducteur de l'arabe et de l'hébreu en latin, neveu d'Arnaud de Villeneuve, médecin de Jacques II, roi d'Aragon[13].